# 주앙 고메스
주앙 빅토르 고미스 다시우바 (João Victor Gomes da Silva, 2001년 2월 12일 ~ )는 브라질의 축구 선수이며, 울버햄프턴 원더러스에서 미드필더로 뛰고 있다.